# New pop-art
A new pop-art elnevezés kapcsolódik a pop-art művészethez. Annak egy újraértelmezett formája, hasonló gondolkodása, törekvései.
Ebben a műfajban alkot a lengyel képzőművész Łódź Kaliska, Randy Janson amerikai művész, Burton Morris is.

## Külső hivatkozások
- https://web.archive.org/web/20070701054005/http://www.newpopart.com/newpop/html/main_frame.htm
- https://web.archive.org/web/20070606213949/http://www.balkon.hu/balkon04_08/10lesniak.html
- https://web.archive.org/web/20070812015313/http://www.burtonmorris.com/index.htm